# Iepureni, Cantemir
Iepureni este un sat situat în sud-vestul Republicii Moldova, în raionul Cantemir. Aparține de comuna Cania. Este situat lângă râul Tigheci, fiind localitate vecină cu orașul Cantemir.

## Demografie

### Structura etnică
Structura etnică a localității conform recensământului populației din 2004:
| Grup etnic                    | Populație | % Procentaj |
| ----------------------------- | --------- | ----------- |
| Băștinași declarați Moldoveni | 882       | 98,33%      |
| Bulgari                       | 5         | 0,56%       |
| Ruși                          | 5         | 0,56%       |
| Ucraineni                     | 4         | 0,45%       |
| Găgăuzi                       | 1         | 0,11%       |
| Total                         | 897       |             |